# Borz Kováts Sándor
Borz Kováts Sándor (eredeti neve: Kováts Sándor) (Budapest, 1940. január 28. – Budapest, 1973. január 15.) magyar belsőépítész, ipari formatervező, egyetemi tanár.

## Életpályája
1959–1964 között az Iparművészeti Főiskola hallgatója volt Németh István és Szrogh György tanítványaként. 1964–1966 között a Csongrád megyei Tervező Iroda tervezőépítésze és belsőépítésze volt. 1966–1968 között a Magyar Iparművészeti Főiskola Építészeti Tanszék tanársegéde volt. 1968-ban Finnországban járt tanulmányúton. 1968-ban saját műhelyt hozott létre, ahol 1973-ig dolgozott.

### Munkássága
Már a főiskola alatt is több tárgyat, tervet készített (hajlított lemezes szék, 1962; telefonfülke-, buszmegállóterv, 1963). Részt vett a csongrádi és szentesi zeneiskola, és hódmezővásárhelyi üzletek belsőépítésében. Használati tárgyak tervezésével is foglalkozott. Kidolgozta egy műanyag bútorsorozat prototípusát. Bútortervei, csakúgy, mint a Fővárosi Kertészeti Vállalatnak készített ivókút-, szeméttartó-, madáretető- és padtervei eredeti formaalkotó készségét tükrözték. Próbálkozott lámpák tervezésével és készítésével is.

## Kiállításai
- 1969–1970, 1972 Budapest

## Művei
- Óvodai ágy (1950–1960)
- Utcai virágtartó (1966)
- Vargánya lámpacsalád (1966–1969)
- Asztal és fotel (1969–1970)
- Szétnyitható ülőbútor (1970)
- Szétszedhető heverő (1971)
- Karosszék (1972)